# Premi Literari Amazon Storyteller

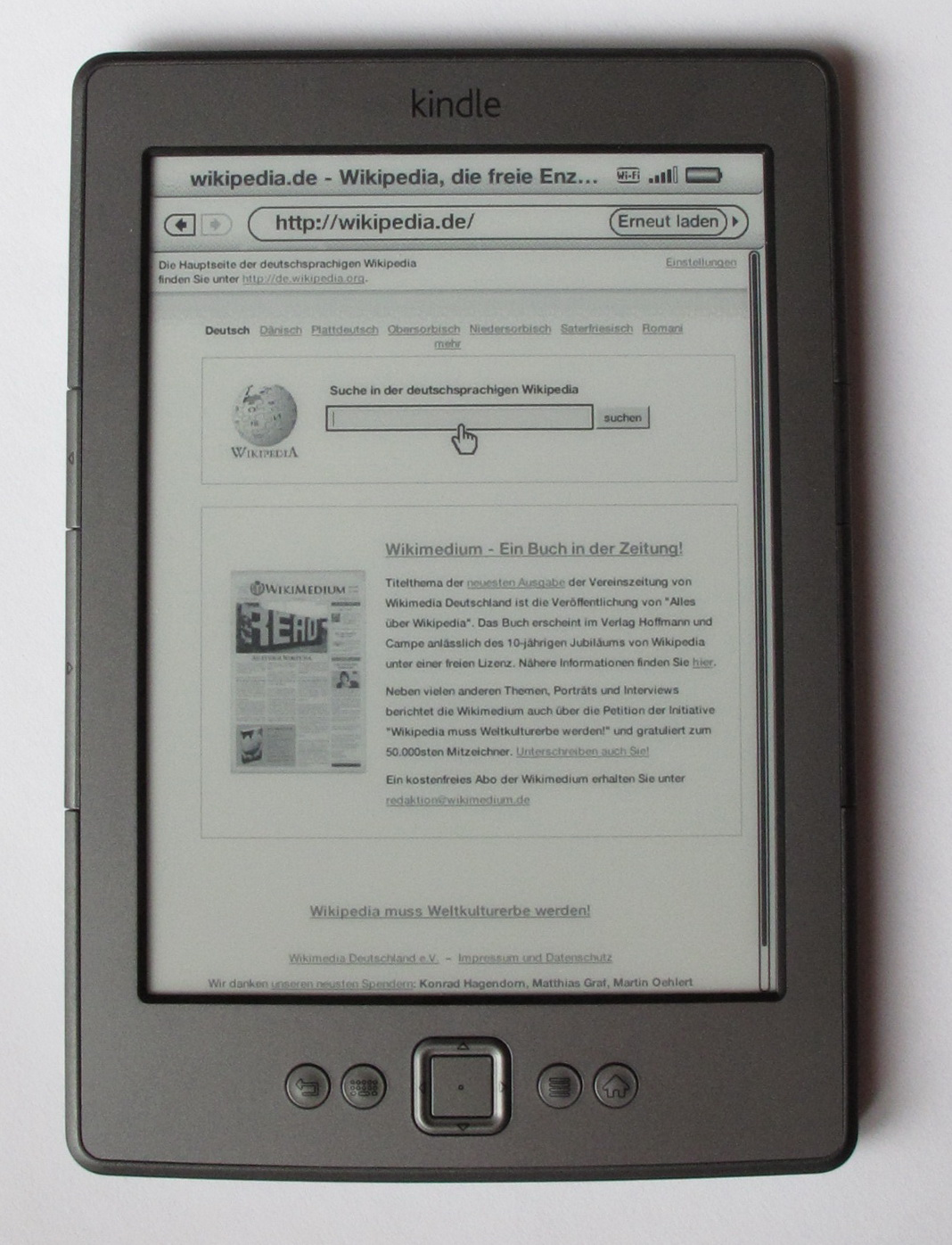
El Premi està destinat a autors que publiquen a Kindle

El Premi Literari Amazon Storyteller és un concurs literari destinat a autors indies. La primera edició es va convocar l'any 2014 amb el nom de Primer Concurs Literari d'Autors Indies. L'any 2023 el premi es denomina: Premi literari Amazon Storyteller, més l'any que correspongui a la convocatòria. L'any 2022, la dotació econòmica va passar de 5.000 Euros a 10.000. El concurs es convoca anualment de manera ininterrompuda des de l'any 2014 per a totes aquelles obres que s'inscriguin en la plataforma KDP des de l'1 de juliol de l'any en curs fins al 31 d'agost. Les bases les publica la pròpia multinacional a través de la seva plataforma i en diversos mitjans. Des de l'any 2020 es va canviar la data d'inici d'inscripció de les novel·les, comprenent des de l'1 de maig fins al 31 d'agost de l'any corresponent.